# Гамченко, Сергей Свиридович
Серге́й Спиридо́нович Га́мченко (7 (19) октября 1860, Ратно, Ковельский уезд — 6 октября 1932, Житомир) — дореволюционный российский и украинский советский археолог, вице-президент Всеукраинского Археологического комитета. Один из основателей Общества исследователей Волыни (1896), член-корреспондент Киевского общества древностей и искусств, член Исторического общества Нестора-летописца (1899), член Императорского Русского Археологического общества (с 1906 года). Полковник Русской императорской армии (1910—1917).

## Биография
Из потомственных дворян Волынской губернии, сын обер-офицера Русской императорской армии. Православного вероисповедания.
Родился в местечке Ратно (ныне Волынская область Украины). Общее образование получил во Владимирской-Киевской военной гимназии. В 1876—1879 годах в качестве вольнослушателя посещал лекции на двух факультетах Императорского Киевского университета Святого Владимира — на физико-математическом (отделение естественных наук) и историко-филологическом.

### Служба в Русской императорской армии
В августе 1879 года в губернском городе Москве Сергей Гамченко вступил в военную службу юнкером 3-го военного Александровского училища, по окончании которого в августе 1881 года был произведен из портупей-юнкеров роты Его Величества в офицерский чин прапорщика, с назначением на службу во 2-ю резервную артиллерийскую бригаду (город Серпухов); служил во 2-й батарее младшим офицером.
В октябре 1883 года, по собственному желанию, был переведен в 32-ю артиллерийскую бригаду; зачислен младшим офицером в 3-ю батарею, расквартированную в Житомире (Волынская губерния). В 1883 году произведен в подпоручики, в 1885 году — в поручики. С 1887 года прикомандирован к Управлению начальника артиллерии 11-го армейского корпуса (в Житомире, с 1898 года в Ровно); был адъютантом, затем в 1888—1899 годах — старшим адъютантом упомянутого Управления начальника артиллерии. Одновременно, по поручению Императорской Археологической комиссии, проводил археологические исследования (раскопки) на территории Волынской губернии. В 1892 году за отличие по службе был произведен в штабс-капитаны, в 1896 году, за отличие по службе, — в капитаны.
В ноябре 1899 года капитан Гамченко был отчислен от занимаемой должности, с переводом в 5-ю артиллерийскую бригаду, расквартированную в Житомире. Был назначен старшим офицером в 7-ю батарею, продолжал вести археологические исследования близ Житомира. Участвовал в археологических съездах, публиковал научные статьи, в том числе заметки в газете «Волынь». С 1898 года состоял действительным членом Волынского губернского статистического комитета. В 1899 году был избран действительным членом Исторического общества Нестора-летописца при Императорском Киевском университете Святого Владимира.
В январе 1903 года капитан Гамченко был переведен в расквартированный в Одессе 4-й стрелковый артиллерийский дивизион 4-й стрелковой бригады. В 1904 году, во время русско-японской войны, дивизион был отмобилизован и отправлен в Маньчжурию, в это же время капитан Гамченко 18 сентября 1904 года был произведен в подполковники, с назначением членом хозяйственного комитета Сестрорецкого оружейного завода и с зачислением по полевой пешей артиллерии. В декабре 1910 года он за отличие по службе был произведен в полковники.
В апреле 1914 года полковник Гамченко был назначен помощником начальника Казанского порохового завода по хозяйственной части и, в период Первой мировой войны, находился на этой должности до конца июня 1917 года.
26 июня 1917 года числящийся по полевой лёгкой артиллерии полковник Гамченко был произведен в генерал-майоры, с увольнением от службы по болезни, с мундиром и пенсией.
За отличия по службе Сергей Спиридонович Гамченко был награждён пятью орденами: Святого Станислава 3-й степени (1889), Святой Анны 3-й степени (ВП от 06.12.1899), Святого Станислава 2-й степени (ВП от 08.09.1903), Святой Анны 2-й степени (ВП от 06.12.1912), Святого Владимира 4-й степени (ВП от 03.07.1915) и медалями: «В память царствования императора Александра III» (1896), «В память 300-летия царствования Дома Романовых» (1913).

#### Увлечение археологией
Когда киевский профессор В. Б. Антонович начал в 1878 году раскопки в окрестностях Житомира древнерусского городища Х—XI веков, молодой Сергей Гамченко сразу же вступил в состав экспедиции и навсегда увлёкся археологией, совмещая в дальнейшем своё увлечение со службой в армии. Уже с 1886 года Гамченко вёл на территории города археологические раскопки, в результате которых появилась его первая публикация — монография «Житомирский могильник» (Житомир, 1888, 124 страницы), которая получила благосклонную рецензию в журнале «Киевская старина» (1889, том 25) и придала Гамченко репутацию учёного.
В течение 1889—1895 годов Гамченко исследовал славянские памятники Х—XII веков в бассейне ручья Корчеватый (у села Корчовка) и у села Студеница (Соколова гора) в Житомирском уезде, помогал Антоновичу собирать материалы к его «археологической карте Волынской губернии». Гамченко сообщил Антоновичу о находке в селе Хорошки (ныне Хорошев) захоронения в каменных гробницах с медными и каменными орудиями труда эпохи бронзы.
Важной вехой в изучении Восточной Волыни стали археологические исследования Гамченко в 1896 году в бассейне рек Случь и Тетерев памятников V—VIII веков н. э. Особенно результативными стали раскопки в окрестностях Мирополя, где Гамченко обследовал городище и 32 кургана. Изученные им раннеславянские достопримечательности позже получили название корчакской культуры, или житомирской культуры, характерной для Волынского Полесья. Своё открытие Гамченко обосновал в докладе «Раскопки в бассейне р. Случ» на XI Археологическом съезде 1899 года в Киеве.
Будучи уже известным учёным, Сергей Гамченко в 1896 году горячо поддержал на страницах газеты «Волынь» (№ 113) идею местной интеллигенции о создании в Житомире Общества исследователей Волыни, выступил одним из авторов проекта Устава (1897 год) и членом-основателем этого общества (1900 год), впоследствии крупнейшей на Украине региональной краеведческо-научной организации.
В начале XX века в связи с переводом по службе в Одессу, затем в Санкт-Петербургскую губернию, Гамченко почти на десять лет прервал свои исследования в Восточной Волыни. Во время службы в Сестрорецке, по поручению Императорской Археологической комиссии, в 1906 году исследовал стоянку каменного века, ранне-средневековые курганы в Лужском уезде, средневековые курганы в окрестностях Сестрорецка.
В 1909 и в 1913 годах Сергей Гамченко, по поручению Императорской Археологической комиссии, обследовал трипольские достопримечательности на Подолье, в окрестностях Балты, Тульчина, Немирова и в других местах этого края. Исследовал памятники трипольской культуры в бассейне Южного Буга. Раскопками неолитических поселений в 1913 году вблизи сёл Баглаи Старокостантиновского уезда, Белый Камень Гамченко вновь вернулся к изучению первобытной эпохи.

### После революции 1917 года
Уволившись из армии и вернувшись на родину, Сергей Гамченко полностью посвятил себя археологии. Наиболее плодотворным периодом в исследовании Гамченком Восточной Волыни стали 1919—1930 годы, в творчестве ученого их можно разделить на три этапа.
Во время первого (1919—1923) Гамченко ещё раз обследовал окрестности Житомира в радиусе 20—30 км, обошёл берега реки Тетерев и её притоков Каменки, Гуйвы, Гнилопяти, Бобровки и обнаружил более 50 местонахождений лепной керамики, открыл неизвестные науке курганы, особенно бескурганные могильники, поселения корчакской культуры V—VIII веков. Описание этих открытий Гамченко оставил в рукописном труде «Пятилетие археологических исследований Волыни: 1919—1923» (Киев, 1924).
Во время второго этапа (1923—1927) Гамченко сосредоточил внимание на изучении преимущественно памятников трипольской культуры в Житомирском, Коростенском и Овручском районах Восточной Волыни. Здесь он провёл раскопки, осветив результаты труда в рукописном отчете из 1314 листов, хранящемся в научном архиве Института археологии Украины НАН Украины.
В ходе третьего этапа (1927—1930), уже в качестве вице-президента Всеукраинского археологического комитета, Сергей Гамченко основательно исследовал Юго-Восточную Волынь (современная Хмельницкая область). Он осуществил в 1927 году раскопки трипольских и раннеславянских памятников в окрестностях Шепетовки, Славуты, Изяслава, Полонного. В 1930 году он провёл свои последние раскопки на Волыни вблизи села Баглаи на Старокостантиновщине. Материалы изучения этого региона отражены в статьях Гамченко «Исследования археологические 1927 года на Шепетовщине» (Записки Шепетовского научного товарищества, 1929), «Могильный некрополь у ст. Полонного» (Киев, 1930) и другие.
Для Сергея Гамченко был характерен широкий научный диапазон интересов в изучении первобытного общества и раннего средневековья на Украине. В течение последней четверти XIX — первой трети XX века он исследовал культуры эпохи бронзы (Волынь и Подолье), эпохи полей погребения II—V веков (Волынь, Подолье, Черкасская область), корчакской культуры V—VIII веков (Волынь), Киевской Руси (Волынь, Киев, Днепропетровская область), выступил организатором археологического изучения на территории Днепростроя, поддерживал важные археологические проекты в их реализации в разных регионах Украины. Однако главным научным интересом Гамченко оставались в течение его жизни Восточная и Юго-Восточная Волынь, в исследовании которой он достиг наибольших результатов и сформировался как известный украинский учёный-археолог.

## Труды
- Монография «Житомирский могильник» — Житомир, 1888, 124 с.
- «Древний поселок и могильник в ур. Стуга (близ с. Студеница Житомирского уезда Волынской губернии)», 1889.
- «Городище и могильники р. Корчеватый» // Труды IX археологического съезда в Вильне: 1893. — М., 1897. — Т. II. — С. 89—137.
- «Раскопки на побережьи Финского залива» // «Записки Отделения Русской и славянской археологии». Т. 8. Вып. 2., 1906.
- «Пятилетие археологических исследований Волыни 1919—1923 гг.», Киев, 1924.
- (укр.) «Досліди археологічні 1927 р. на Шепетівщині». // Записки Шепетівського наук. тов-ва, 1929.
- (укр.) «Могильний Некрополь біля ст. Полонного», Киев, 1930.
- (укр.) «Житомир за першоджерелами передісторичної археології», 1930.
- и другие (1930).

## Память
- С 2017 года в Звягеле есть улица «имени Сергея Гамченко».
- В 2016 году в Житомире одну из улиц названо «имени Семьи Гамченко» (три младших брата Сергея Гамченко — офицеры Иван, Дмитрий и Евгений — в 1918 году служили в украинской армии).